# Homer Simpson in: «Kidney Trouble»
«Homer Simpson in: «Kidney Trouble»» (укр. Гомер Сімпсон у фільмі «Проблема з ниркою») — восьма серія десятого сезону серіалу «Сімпсони». У США серія вийшла 6 грудня 1998.

## Сюжет
Під час поїздки в Місто Привидів у Сімпсонів ламається машина, їм доводиться зупинитися біля будинку престарілих, а дідусь Сімпсон вирішує, що вони приїхали привітати його з днем народження. Тому сім'ї доводиться взяти дідуся з собою на екскурсію. Там він випиває багато сарсапареля і по дорозі додому сильно хоче в туалет. Гомер його не випускає навіть в найбільший туалет в світі і тому у нього вибухають нирки. Гомер погоджується віддати йому одну свою нирку. Але в барі Мо йому розповідають, що буде, якщо він віддасть нирку. Після цього Гомеру стає страшно, і він збігає прямо з операційного столу. Поки Гомер йде по пристані, він вирішує стати моряком і жити біля моря. Гомер знаходить роботу на кораблі. Там йому кожен розповідає, як він потрапив на цей корабель. Але коли Гомер говорить, що він кинув свого батька на операційному столі, все обурюються і скидають його за борт. Гомер повертається в лікарню, але потім знову тікає прямо з операційного столу через вікно. Поки він біжить, на нього падає машина. Гомер шкодує про те, що не віддав нирку батькові, але Доктор Хібберт каже, що поки Гомер був без свідомості, йому вирізали нирку і пересадили Ейбу, завдяки чому той і вижив.